# San Andrés de Giles (partido)
San Andrés de Giles (Partido de San Andrés de Giles) is een partido in de Argentijnse provincie Buenos Aires. Het bestuurlijke gebied telt 20.820 inwoners. Tussen 1991 en 2001 steeg het inwoneraantal met 13,8 %.

## Plaatsen in partido San Andrés de Giles
- Azcuénaga
- Cucullú
- Espora
- Franklin
- Heavy
- San Andrés de Giles
- Solís
- Tuyutí
- Villa Espil
- Villa Ruíz